# Kanarecznik zwyczajny

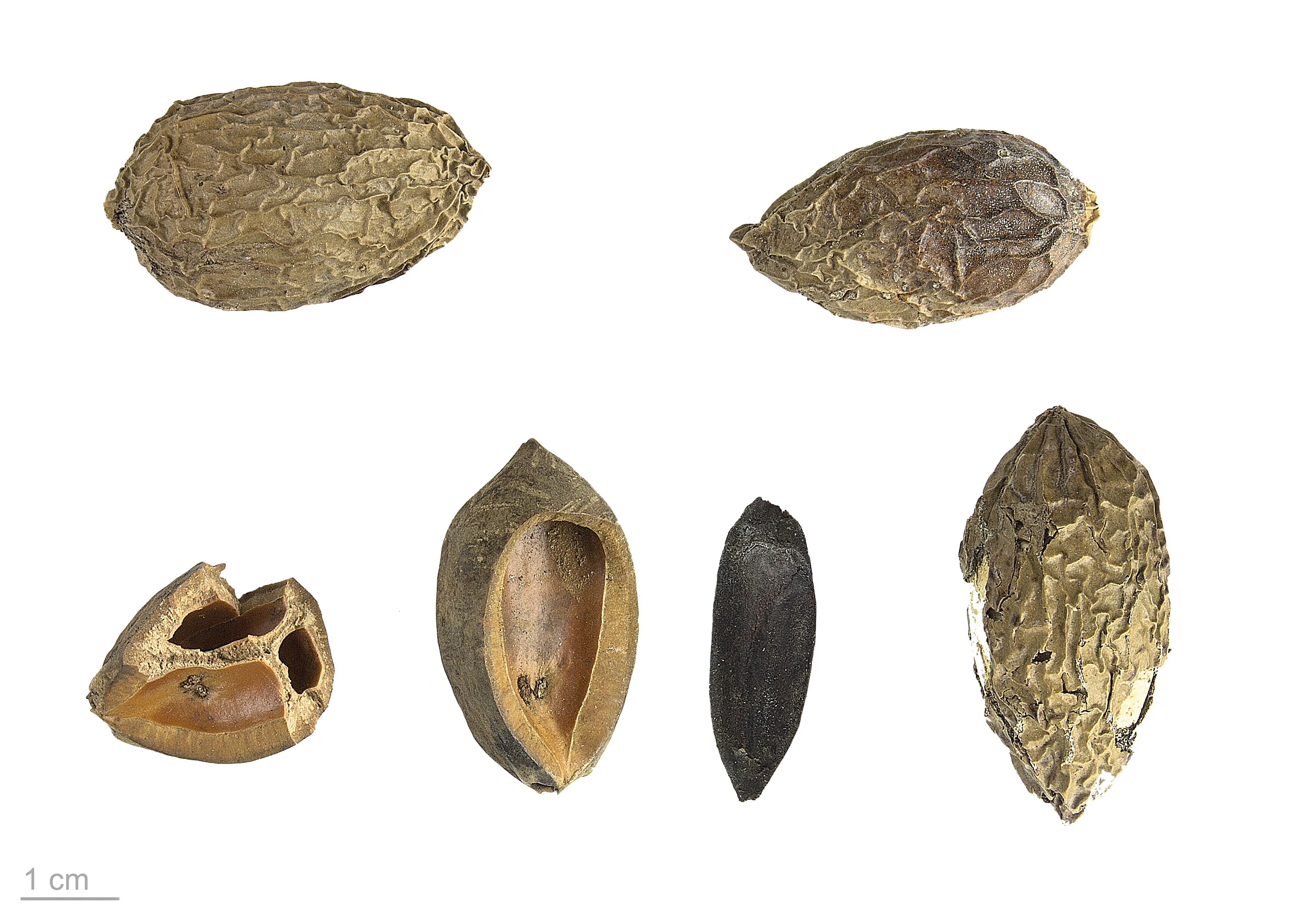
Canarium indicum

Kanarecznik zwyczajny, komiężnik zwyczajny (Canarium indicum L.) – gatunek rośliny z rodziny osoczynowatych. Występuje w Malezji, na Wyspach Salomona i Vanuatu.

## Morfologia
Drzewo do 15 m wysokości. Liście nieparzystopierzaste są złożone z podługowatych listków. Kwiaty drobne, wonne, zebrane w szczytowych wiechach. Owocem jest pestkowiec.

## Zastosowanie
Drzewo ozdobne. Nasiona są jadalne. Żywica z drzewa wykorzystywana jest do wyrobu pochodni.